# AB Industrikredit
AB Industrikredit var ett svenskt kreditaktiebolag som existerade åren 1934 – 2001. Kreditgivningen var inriktad på långfristig finansiering till små och medelstora företag, i första hand mot säkerhet i form av bottenpantbrev i industri- och kontorsfastigheter.
Bolaget startades i efterdyningarna av Kreugerkraschen med svenska staten som huvudägare och utlåningsverksamheten var under många år ganska blygsam. År 1960 omorganiserades bolaget och bankernas ägarandel ökades till sammanlagt 50%. Samtidigt ökades det egna kapitalet och därmed utlåningsmöjligheterna.
Under 1970- och 1980-talen var bankernas möjligheter att låna ut pengar starkt begränsad på grund av olika regleringar. Bolaget fungerade då som avlyftsinstitut åt bankerna och expanderade kraftigt. Huvudsaklig refinansiär var AP-fonderna.
År 1986 avreglerades banksektorn och bankerna fick då betydligt större möjligheter att själva ge krediter. De blev mindre intresserade av att lyfta av krediter hos Industrikredit, och bolaget fick börja marknadsföra sig och skaffa kunder på egen hand. Under några år fortsatte expansionen, delvis i konkurrens med sina ägare. År 1989 uppgick utlåningen till omkring 22 miljarder kr. Bolaget hade då 75 anställda och kontor i Stockholm, Göteborg och Malmö.
Under fastighets- och finanskrisen 1989-92 gjorde bolaget betydande kreditförluster och ägarna (staten och bankerna) fick göra kapitaltillskott. Staten, som ägde 50% av företaget, betalade under 1992-93 ut 600 miljoner kronor i kapitaltillskott. Under flera år nästan upphörde nyutlåningen från Industrikredit, och resurserna koncentrerades istället på att minimera förluster och rädda så mycket som möjligt av utlånat kapital. När marknadssituationen så småningom normaliserats hade bolaget mycket svårt att komma tillbaka på kapitalmarknaden. Bolagets fortsatta verksamhet ifrågasattes och 1996 förvärvade dåvarande Nordbanken hela bolaget. Statens andel såldes för 188 miljoner kronor. Den krympande verksamheten inordnades i banken och år 2001 fusionerades slutligen bolaget in i banken (som vid den tiden bytt namn till Merita-Nordbanken).